# Hans-Peter Hammes
Hans-Peter Hammes (* 1955) ist ein deutscher Mediziner und Hochschullehrer.

## Leben
1974 erwarb Hammes das Abitur am Gymnasium Nepomucenum Coesfeld. Danach studierte er bis 1980 Humanmedizin an der Westfälischen Wilhelms-Universität Münster, wo er auch die Approbation erlangte und 1983 promoviert wurde. Während seines Studiums wurde er 1976 Mitglied der KDStV Sauerlandia Münster im CV. Nach seinem Studium absolvierte er eine Ausbildung für Anästhesie und Intensivmedizin im Bundeswehrkrankenhaus Gießen. Von 1987 bis 1988 arbeitete er in der Medizinischen Klinik und Poliklinik, Zentrum für Innere Medizin der Justus-Liebig-Universität Gießen. 1991 wurde er Facharzt für Innere Medizin. Daran schloss sich bis Juli 2000 eine Tätigkeit in der Medizinischen Klinik, Zentrum für Innere Medizin der Justus-Liebig-Universität Gießen an. 1996 erfolgte die Habilitation im Fachgebiet Innere Medizin am Fachbereich Humanmedizin der Justus-Liebig-Universität. Ab Februar 2000 war er Hochschuldozent; im Juli 2000 erhielt Hammes einen Ruf als Professor (C3) für Innere Medizin und Endokrinologie an der Medizinischen Fakultät Mannheim der Universität Heidelberg. Zugleich ist er Sektionsleiter für Endokrinologie und Diabetologie am Universitätsklinikum Mannheim.
Sein Forschungstableau stellt sich wie folgt dar:
- 1991 DFG-Projekt: Pathomorphogenese der experimentellen diabetischen Retinopathie
- 1993 DFG-Projekt: Therapie der experimentellen diabetischen Retinopathie
- 1995 DFG-Projekt: Zyklische RGD-Peptide zur Behandlung der proliferativen Retinopathie
- 1997 JDRF-Projekt: Behandlung der proliferativen Retinopathie im ROP Modell
- 1999 DFG-Projekt: Rolle von Ang-Tie in der Pathogenese der diabetischen Retinopathie
- 1999 Teilprojekt Graduiertenkolleg 534 "Vaskuläre Biologie und Medizin"
- 1999 Co-Investigator im DFG-Projekt "Rolle der Neovaskularisation bei Inseltransplantation"
- 2000 Projektleiter im Fakultätsschwerpunkt MIGROVAS
- 2001 DFG-Schwerpunktprogramm 1069 "Angiogenese"
- 2003 DFG-Projekt "Ang-Tie und diabetische Retinopathie"
- 2003 EFSD-Servier Projekt "A transgenic mouse with continuous endothelial activation as a model of diabetic retinopathy"
- 2003 Sekretär und Projektleiter im Internationalen Graduiertenkolleg GRK 880 "Vascular medicine" mit der Rijksuniversität Groningen
- 2006 EFSD-Servier Projekt „A multitarget approach to prevent experimental diabetic retinopathy with carnosine“

Hammes ist (Gründungs-)Sprecher der Arbeitsgemeinschaft "Diabetes und Auge" der Deutschen Diabetes-Gesellschaft, Vorsitzender der Kommission "Diabetische Retinopathie" der Leitlinienkommission der Deutschen Diabetes-Gesellschaft, Berater im Fachinformationssystem Diabetes (DDG/DDU) und Stellvertretender Vorsitzender der Initiativgruppe Früherkennung diabetischer Augenerkrankungen. Zudem engagiert er sich als Mitglied nachfolgender medizinischer Gesellschaften:
- Deutsche Gesellschaft für Innere Medizin
- Deutsche Gesellschaft für Endokrinologie
- Deutsche Diabetes-Gesellschaft
- European Association for the Study of Diabetes (EASD)
- American Diabetes Association (ADA)
- Association for the Research of Vision and Ophthalmology (ARVO)

## Veröffentlichungen
- Experimental approaches to diabetic retinopathy, Karger, Basel 2010
- Die nicht-enzymatische Glykosylierung und ihre Folgeprodukte als pathogenetische Faktoren des diabetischen Spätsyndroms
- Insulinallergie-Untersuchungen zu Häufigkeit, Ursachen, Erscheinungsbild und Therapie anhand eines statistisch eingeordneten Patientenguts der Medizinischen Klinik der Städtischen Kliniken Osnabrück aus den Jahren 1972 bis 1977, 1983